# بريان بيترسن
بريان بيترسن (بالإنجليزية: Bryan Petersen)‏ هو لاعب كرة قاعدة أمريكي، ولد في 9 أبريل 1986 في أغورا ‏ في الولايات المتحدة.

## وصلات خارجية
- بريان بيترسن على موقع دوري كرة القاعدة الرئيسي (الإنجليزية)
- بريان بيترسن على موقعبيزبول رفرنس.كوم (الدوري الرئيسي) (الإنجليزية)
- بريان بيترسن على موقعبيزبول رفرنس.كوم (الدوري الثانوي) (الإنجليزية)
- بريان بيترسن على موقع إي إس بي إن.كوم (أم.أل.بي) (الإنجليزية)
- بريان بيترسن على موقع مشجعي الرسوم البيانية (الإنجليزية)